# Templo de Ramsés II (Abidos)

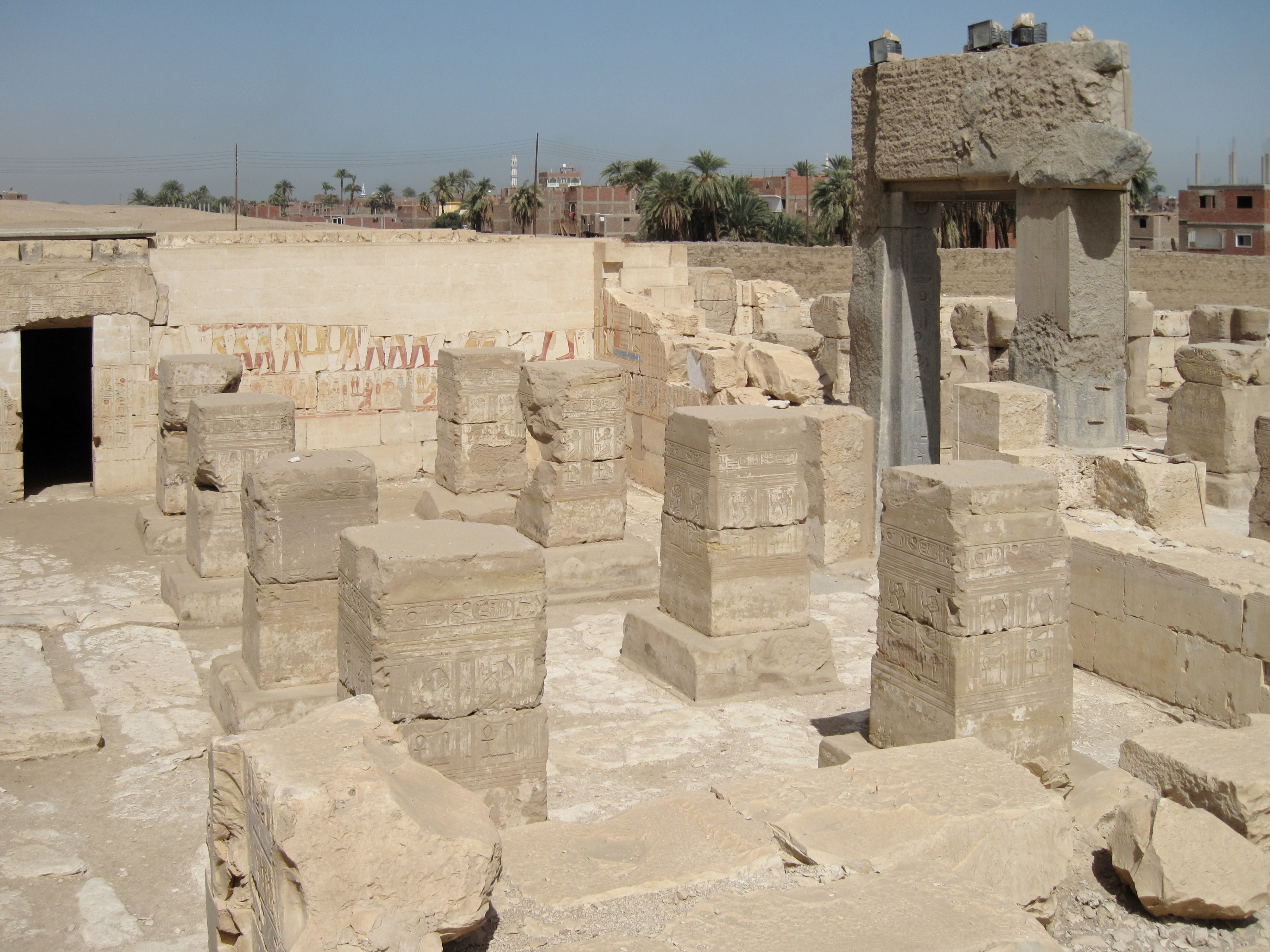
Restos de la primera sala hipóstila

El templo de Ramsés II en Abidos fue el principal templo construido en la ciudad de Abidos por el faraón Ramsés II. Se encuentra a menos de un km del templo de Seti I, junto a la aldea de Beni Mansur.
Fue construido en honor del faraón con materiales diversos: puertas de granito rosa y negro, los pilares son de piedra caliza y el santuario es de alabastro ; las paredes eran de placas de piedra y medían únicamente unos 2 metros de altura. Fue dedicado a Osiris como deidad principal. Se accedía por dos pilotes a una cámara de peristilo rodeada por pilares (que no se han conservado) y probablemente estatuas de Osiris; seguía el pórtico en dirección suroeste con una capilla a cada lado (una dedicada a Seti I y sus ancestros divinizados, y el otro a Ramsés II ya los nueve principales dioses) y en el centro la entrada a la sala hipóstila desde de la que se pasaba a una segunda sala hipóstila, quedando a la izquierda entrando las escaleras que iban al techo ya la derecha la sala de la aparición, que tenía escenas de Ramsés II a lo largo de su vida. La segunda sala hipóstila tenía 8 columnas de piedra caliza y tres capillas a cada lado (tres dedicadas a los dioses de Tebas y tres a los de Abidos, se supone). La sala daba acceso a tres santuarios: el central era el de alabastro, dedicado a Osiris; los otros dos eran probablemente dedicados a Isis y Horus ; en las dos esquinas del templo, a los lados de los santuarios, dos salas con dos columnas cada una, probablemente destinadas a contener estatuas.

## Historia
Abidos se extendía ocho kilómetros a lo largo del borde del desierto en la antigüedad que incluían asentamientos, santuarios, monumentos y tumbas. Los reyes de la primera y segunda dinastías del período dinástico temprano de Egipto y sus antepasados erigieron sus tumbas en una llanura desértica de la meseta libia próxima. El área se asoció más tarde con la tumba de Osiris, el mítico rey divino y gobernante del reino de los muertos. El culto resultante de Osiris hizo de Abidos un lugar de peregrinación y un centro cultural de Egipto.
Seti I, gobernante del Imperio Nuevo, estableció en un área de 220×273 metros a 1.5 Kilómetros al este de la necrópolis real de las dos primeras dinastías del antiguo Egipto (en Umm el-Qaab) su casa de un millón de años, cuyo edificio principal de piedra caliza medía 157 metros de largo y 56 de ancho. La finalización del trabajo de este edificio, el más grande de Abidos, fue realizada  por su hijo Ramsés II, quien luego construyó su propio templo al noroeste del Templo de Seti. Hecho alrededor del 1250 a. C. el templo de Ramsés II era más pequeño que el de su padre y ahora se encuentra en peor estado de conservación. El primer patio del Templo de Ramsés II es apenas reconocible y los techos del edificio faltan casi por completo.
El historiador árabe medieval al-Maqrīzī parece haber descrito el sitio del templo de Abidos, confundiéndolo con el templo de Ajmim (Panópolis). A principios del siglo XVIII Abidos fue mencionado por el padre jesuita viajero Claude Sicard, antes de que los científicos de la expedición napoleónica mapearan el sitio. En el siglo XIX los arqueólogos describieron por primera vez los complejos de templos, en la década de 1820, Robert Hay y en la de 1840, Karl Richard Lepsius. En 1863 que Auguste Mariette desenterró y examinó los templos de Seti I y Ramsés II. Muchas de las inscripciones han sido publicadas. A diferencia del Templo de Seti, el de Ramsés ha sido menos explorado hasta el día de hoy.

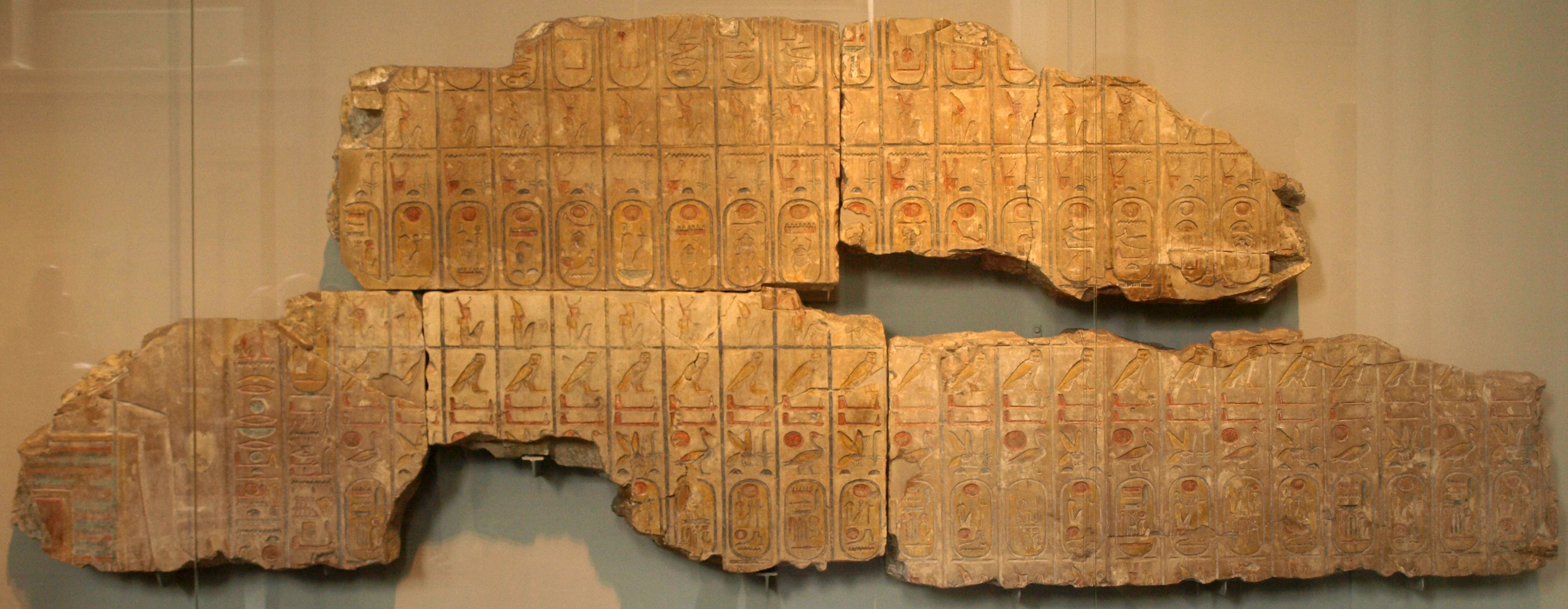
Lista de Reyes del templo de Ramsés II

La razón por la que hoy en día faltan partes del templo de Ramsés II, como la mayor parte del techo y más de la mitad del grosor de los muros, se debe ver en el uso del templo como cantera para la construcción de nuevas viviendas. La Lista de Reyes, un duplicado incompleto de la Lista de Reyes del Templo de Seti, fue excavada en la Capilla de los Ancestros Reales al sur del Templo en 1837 por William John Bankes y adquirida por el Museo Británico de Londres, donde reside actualmente. No fue hasta principios de 2020 que los objetos fundacionales fueron encontrados durante las excavaciones realizadas por el Instituto para el Estudio del Mundo Antiguo de la Universidad de Nueva York en la esquina suroeste del templo.

## Descripción

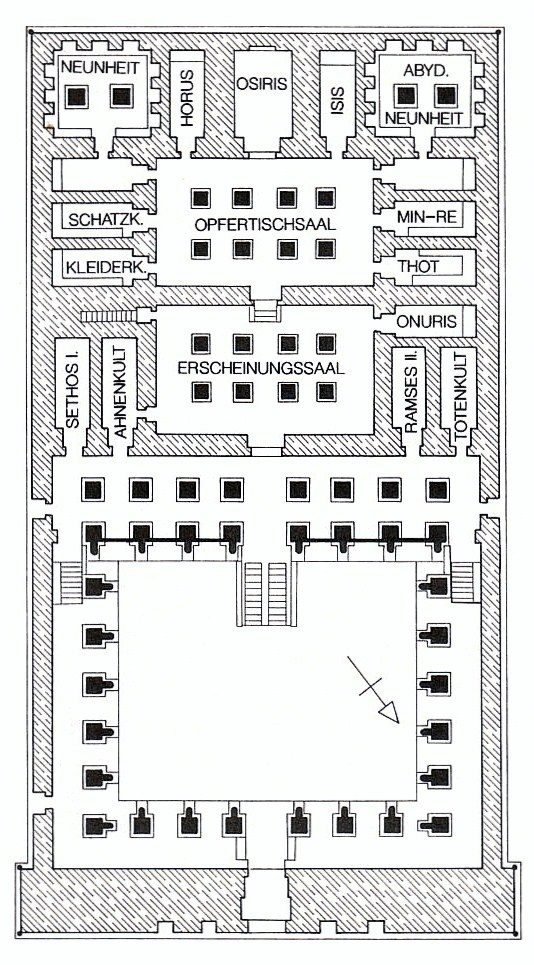

El plano de construcción del Templo de Ramsés II se asemeja a los típicos de los templos del Nuevo Reino. Dos pilones fueron seguidos cada uno por un patio abierto en un eje longitudinal. El segundo patio estaba unido a dos pasillos elevados con columnas detrás de una puerta de entrada con columnas. El santuario formaba la parte trasera, en este caso con los tres santuarios de los dioses principales y seis de los dioses invitados. No se sabe si el templo contaba con un muro de cerramiento, ya que apenas se han realizado excavaciones en los alrededores. Faltan los dos pilonos y gran parte del primer patio. De este, solo se conservan los cimientos de granito de la zona de entrada y los restos de una pequeña capilla festiva en el lado sureste.

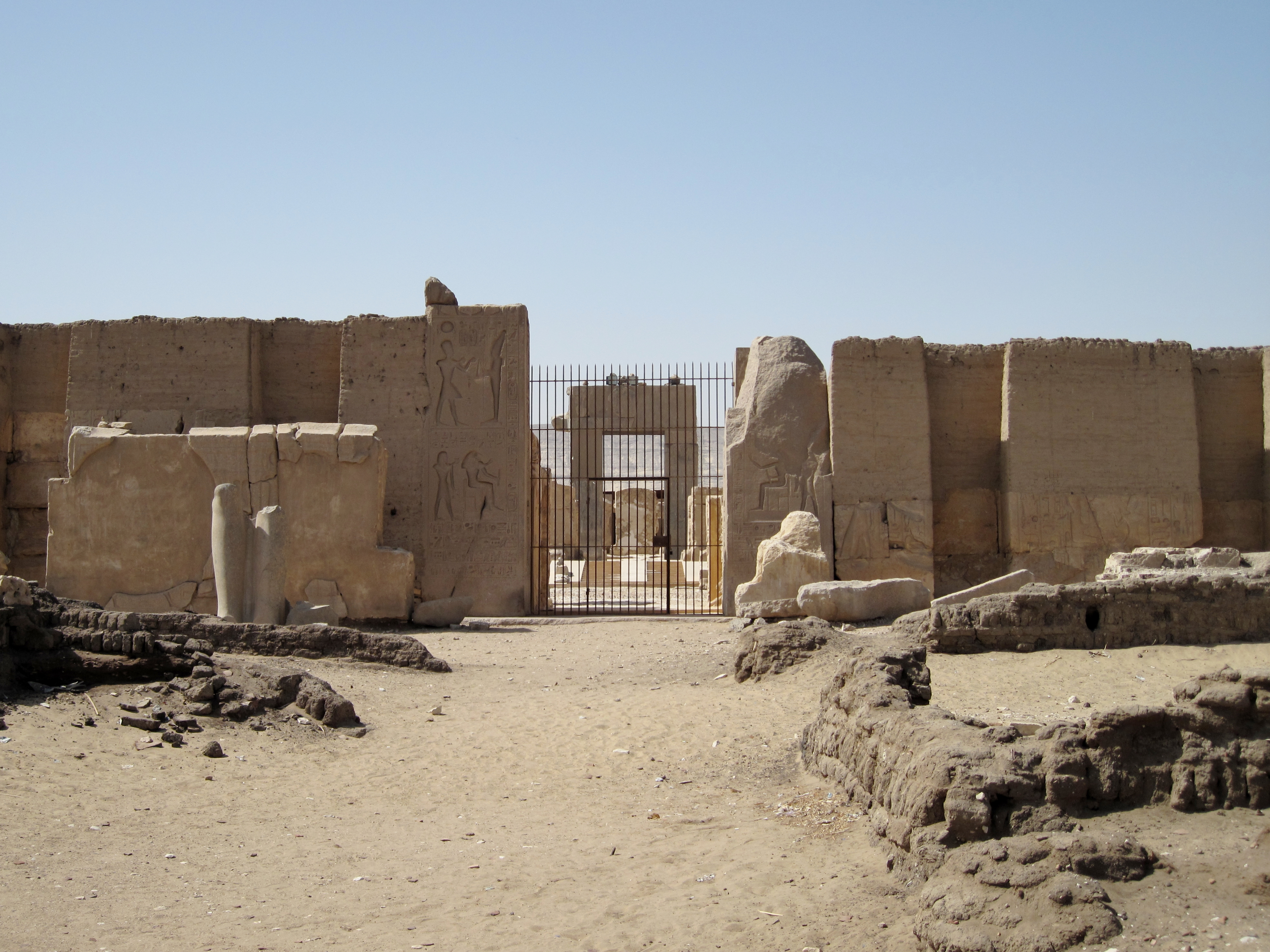

El paso al segundo patio está cerrado por una moderna puerta de metal. A través de esta puerta, al área interior del templo se puede ingresar después de comprar una entrada frente al templo de Seti I. A la entrada del segundo patio aún existen partes verticales del portal del segundo pilono. Relieves que muestran figuras y jeroglíficos están trabajados en los postes del portal de granito rosa. En las áreas menos dañadas seve al rey Ramsés de pie ante Osiris en la parte superior del lado noreste y debajo también al dios de los escribas, Thot con cabeza de ibis, que aparece grabando jeroglíficos en la piedra. Falta el dintel del portal, así como las demás estructuras del segundo pilono.

El segundo patio del templo está rodeado por un muro conservado de media altura decorado con relieves. Aquí se muestran procesiones de sacrificio, encabezadas por sacerdotes. Ganado, antílopes, pájaros y diversos alimentos aparecen como ofrendas al templo. En el muro sureste, un sacerdote ofrece incienso a la estatua del rey, llevado por otro sacerdote. Los relieves del muro noroeste muestran la matanza de animales de sacrificio. Frente a los muros, restos de las columnas de Osiris rodean el interior del patio. Los pilares de Osiris son los pilares que alguna vez sostuvieron el techo y tenían estatuas del dios Osiris frente a ellos. El número de pilares de Osiris era 26, de los cuales ocho estaban frente a la pared suroeste ligeramente elevada y seis frente a las otras paredes laterales.

Zweiter Hof des Tempels Ramses’ II.
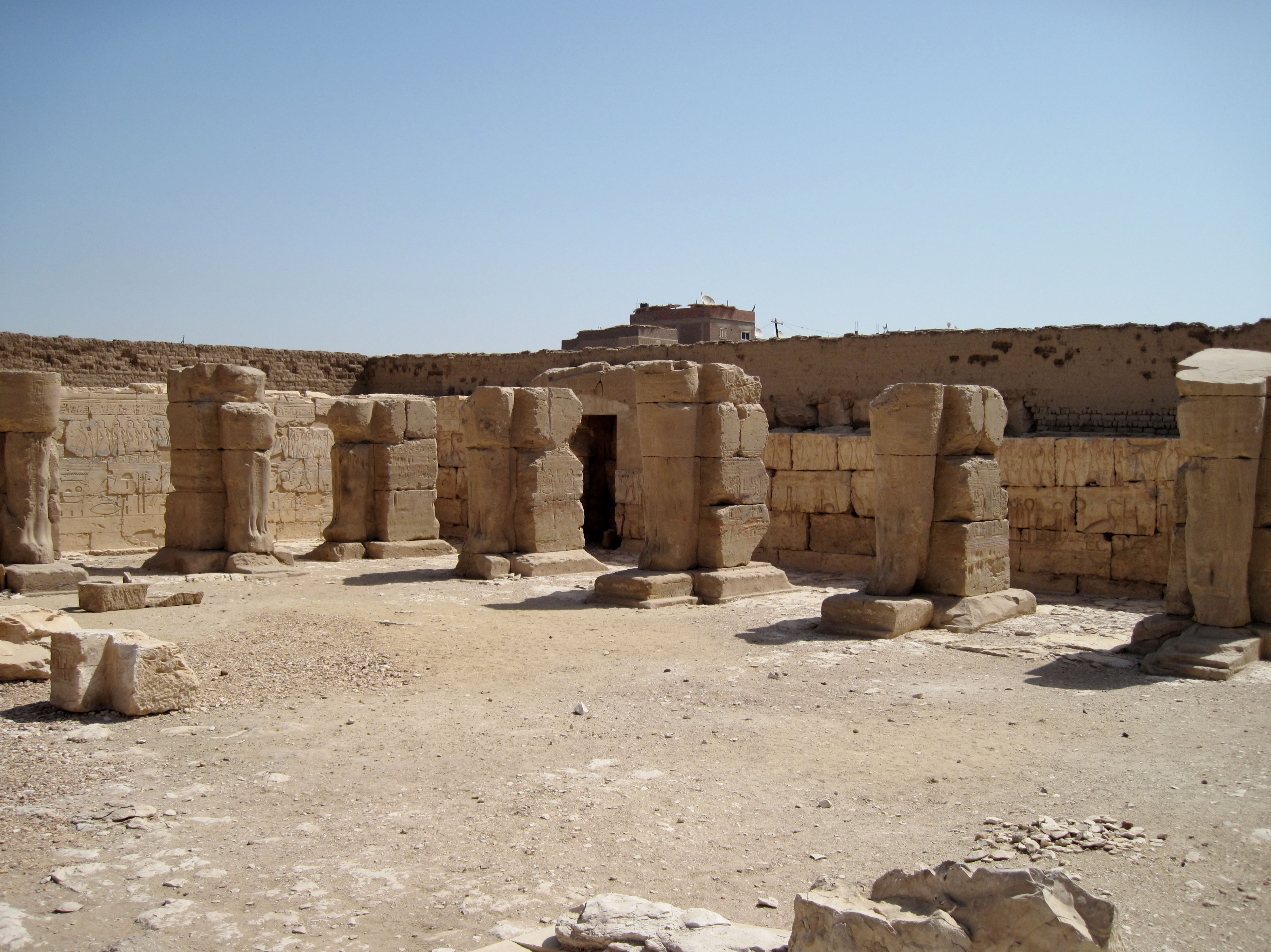
lado este
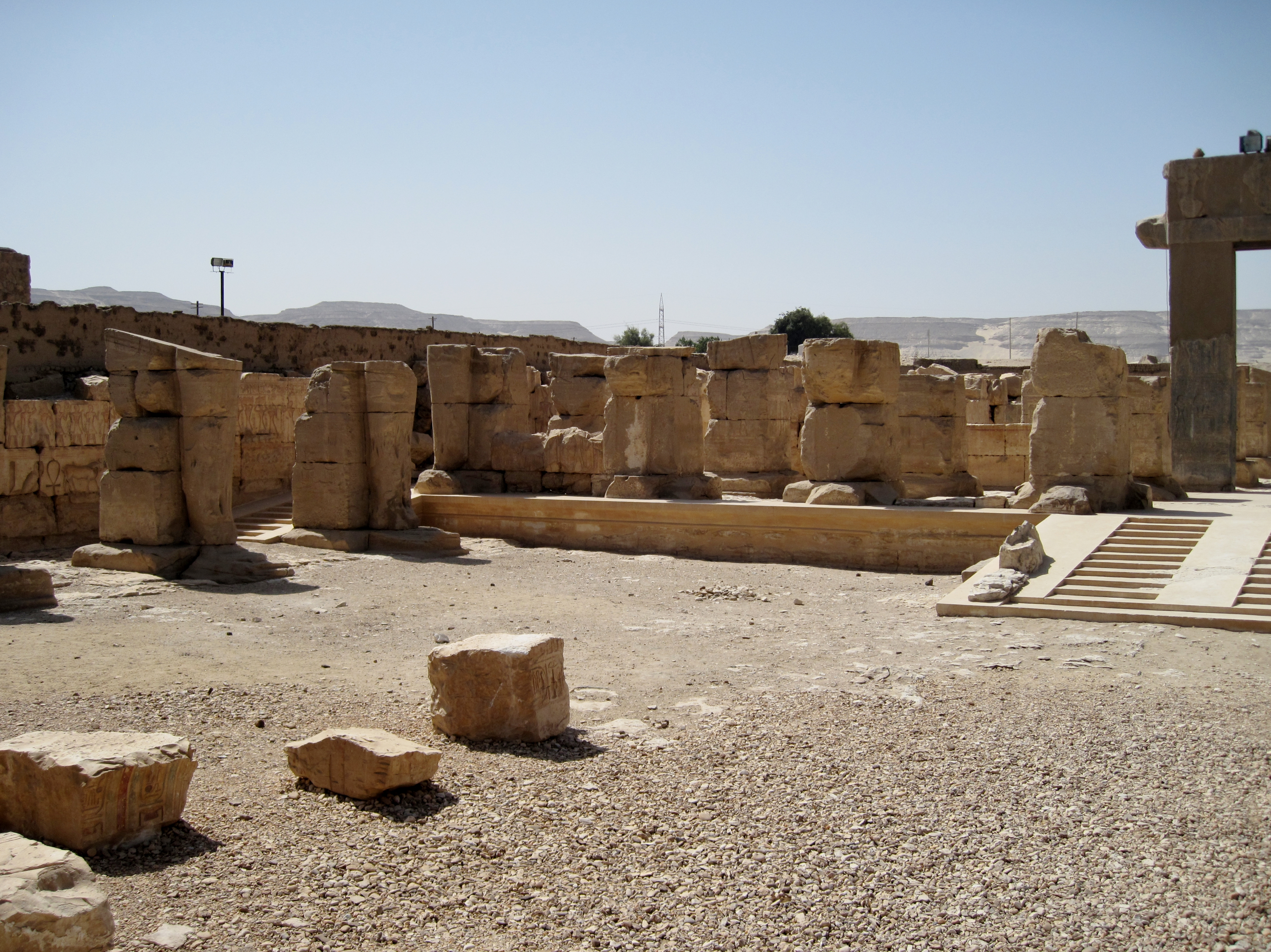
lado sur
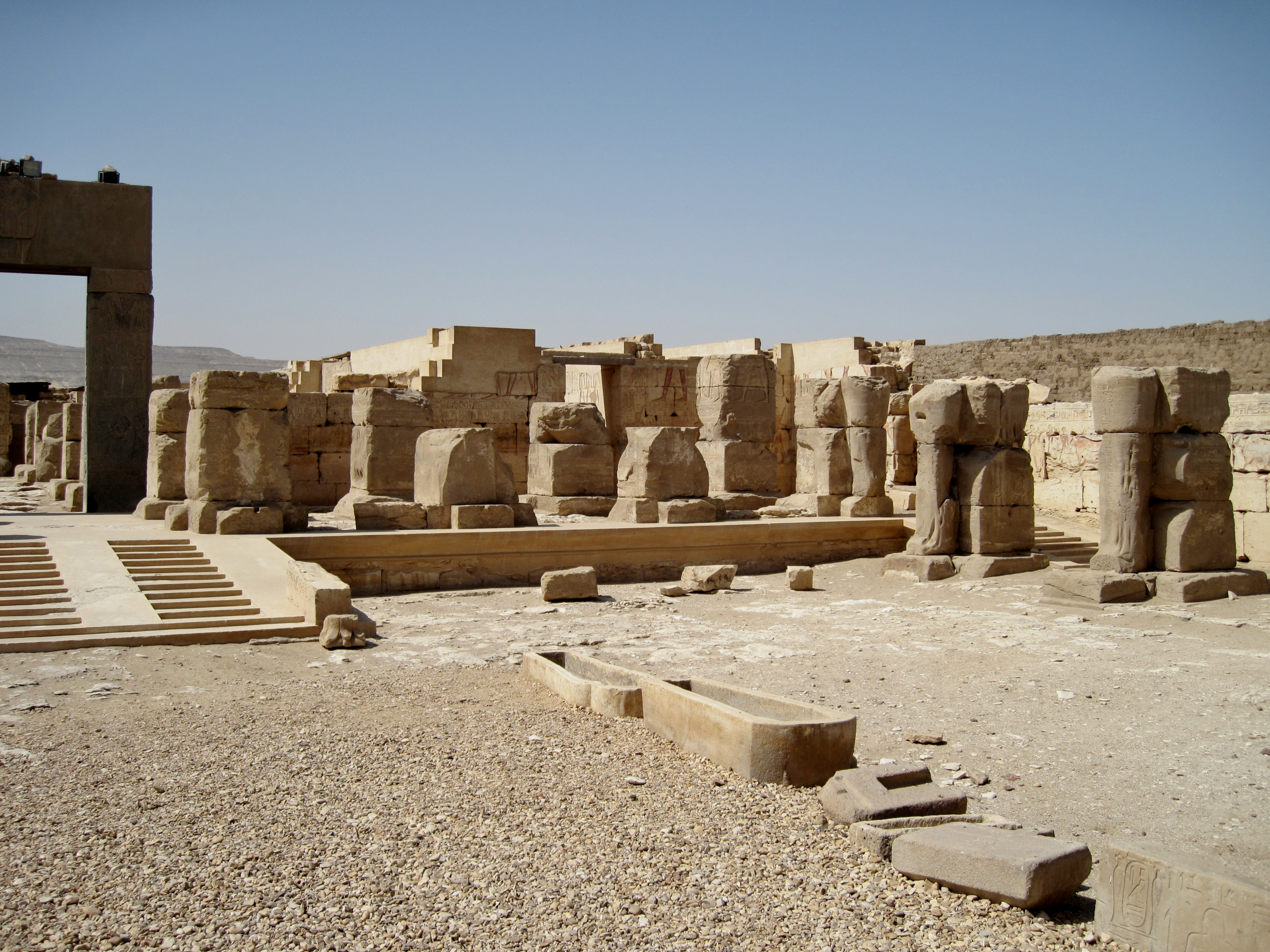
lado oeste
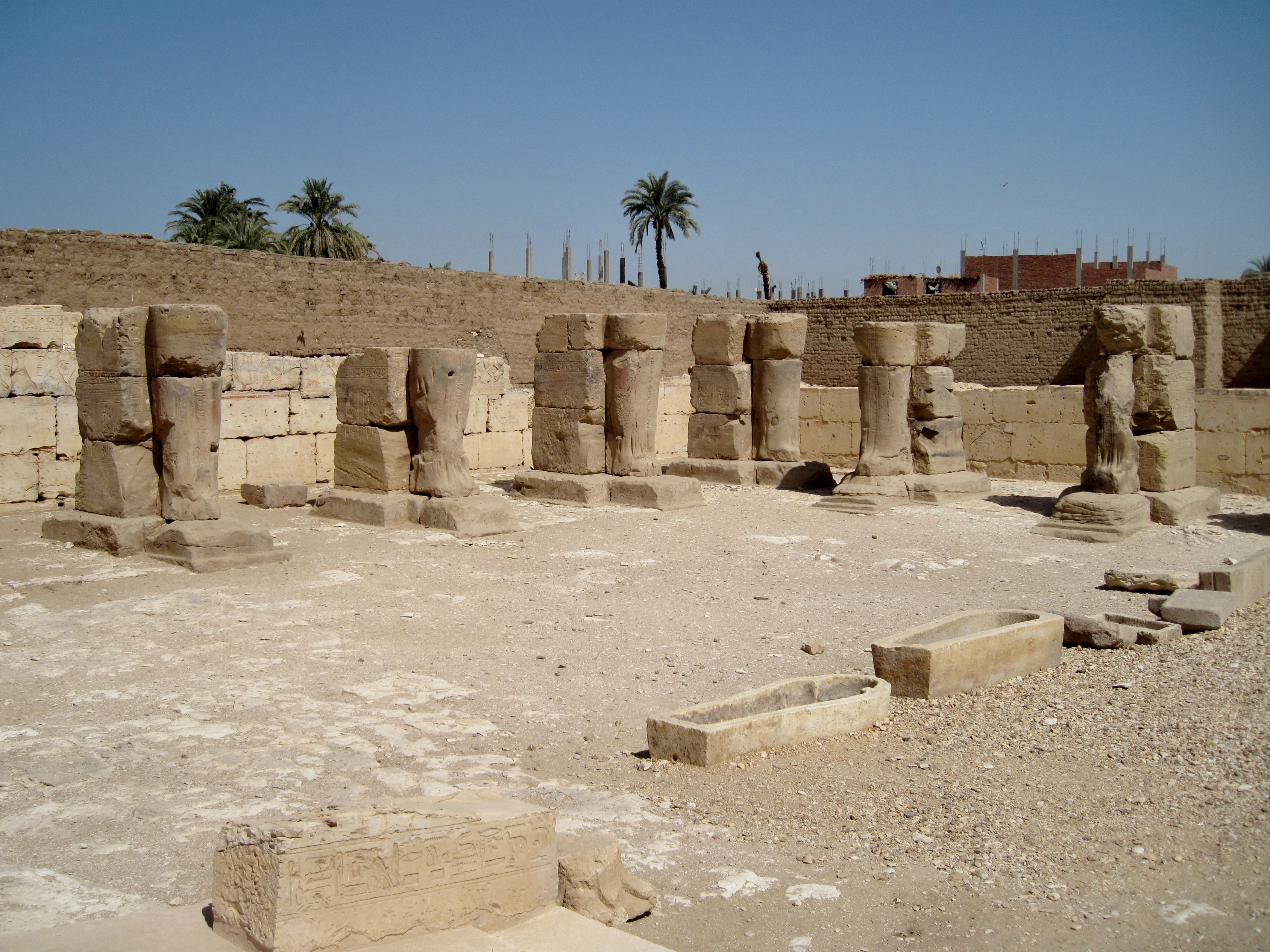
lado norte

Reliefs im Tempel Ramses’ II.
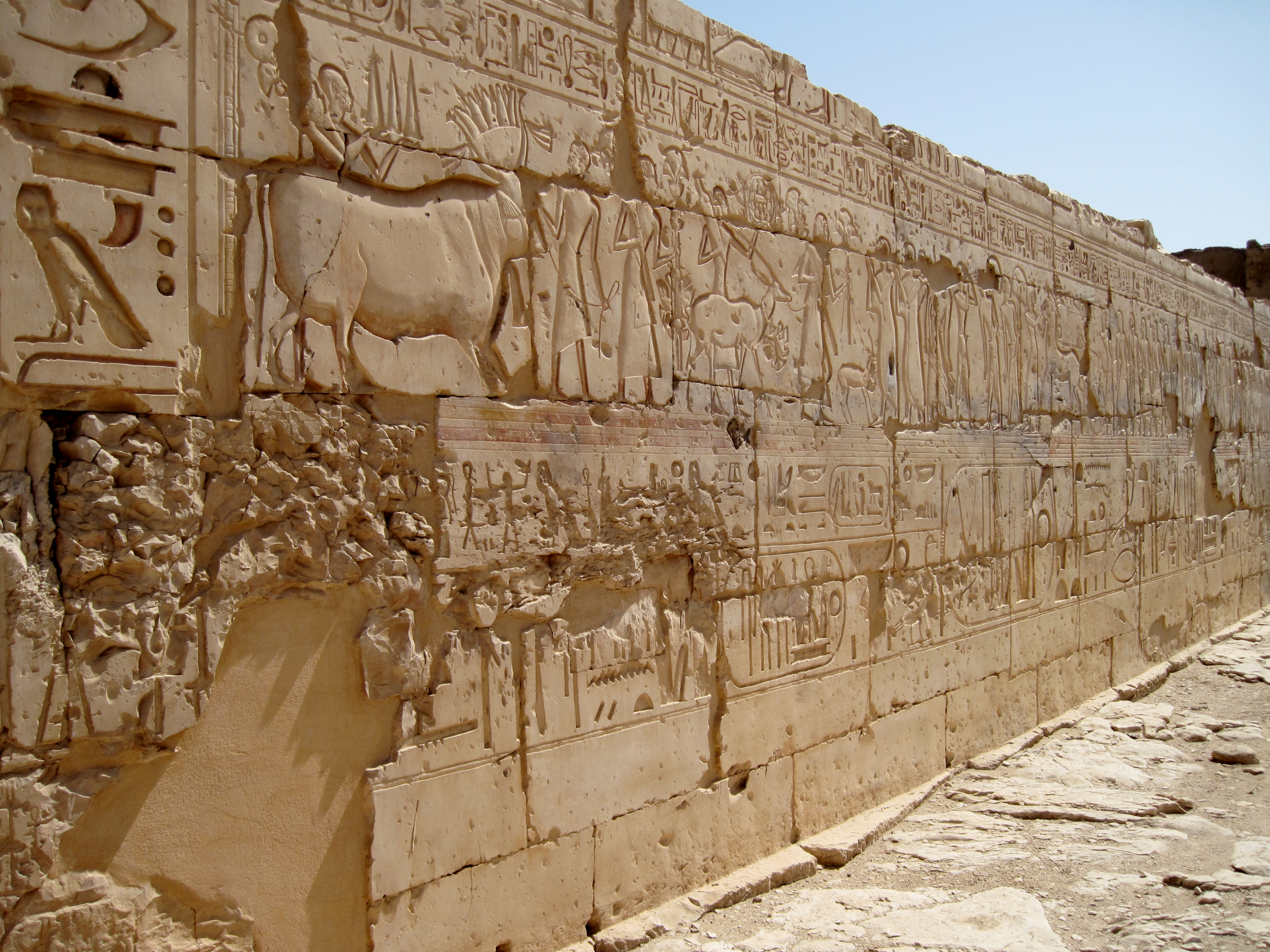
Procesión de sacrificio en el lado noreste del segundo patio.
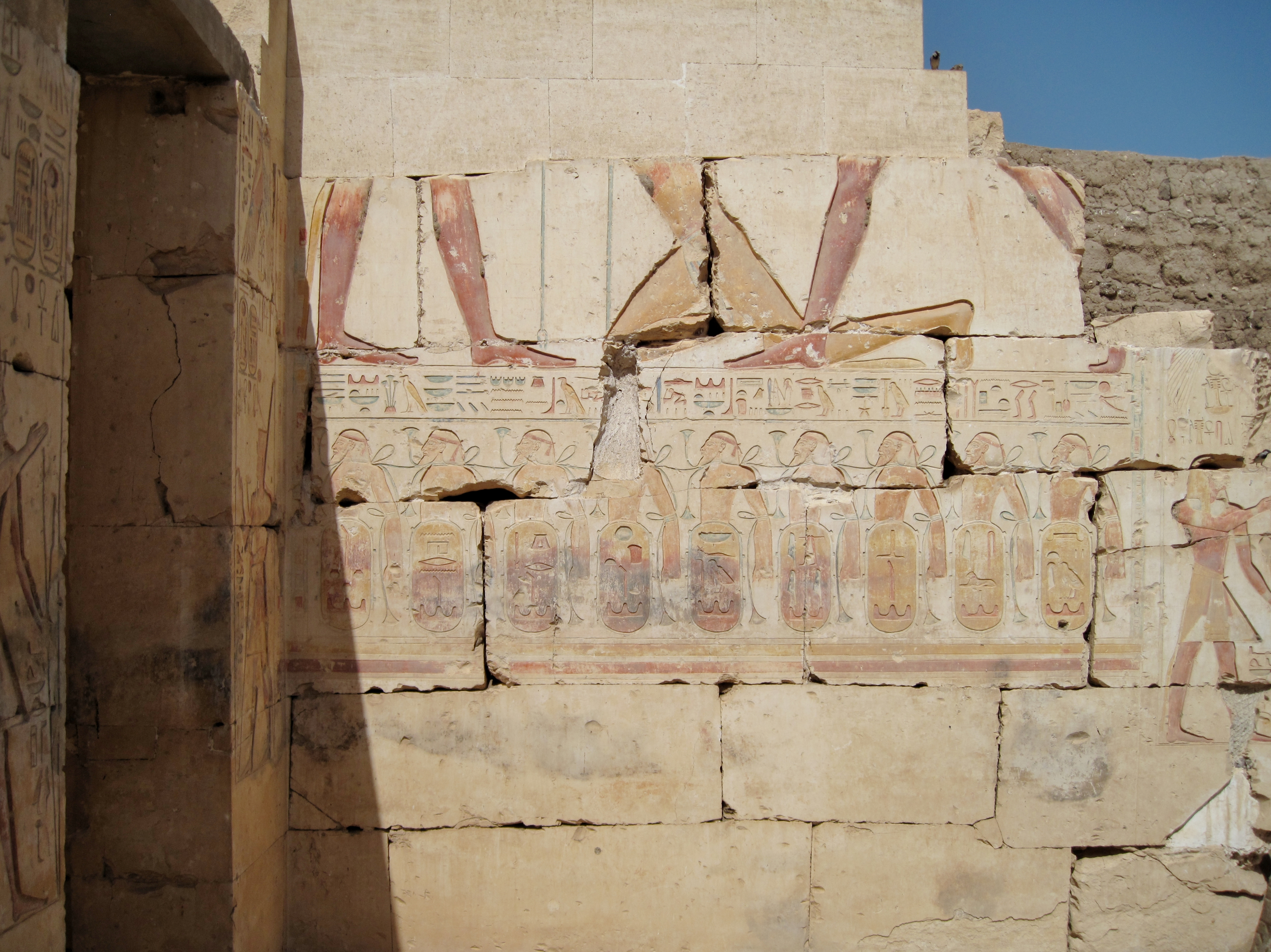
Asiáticos cautivos en la pared noroeste del pronaos, incluido un keftiu
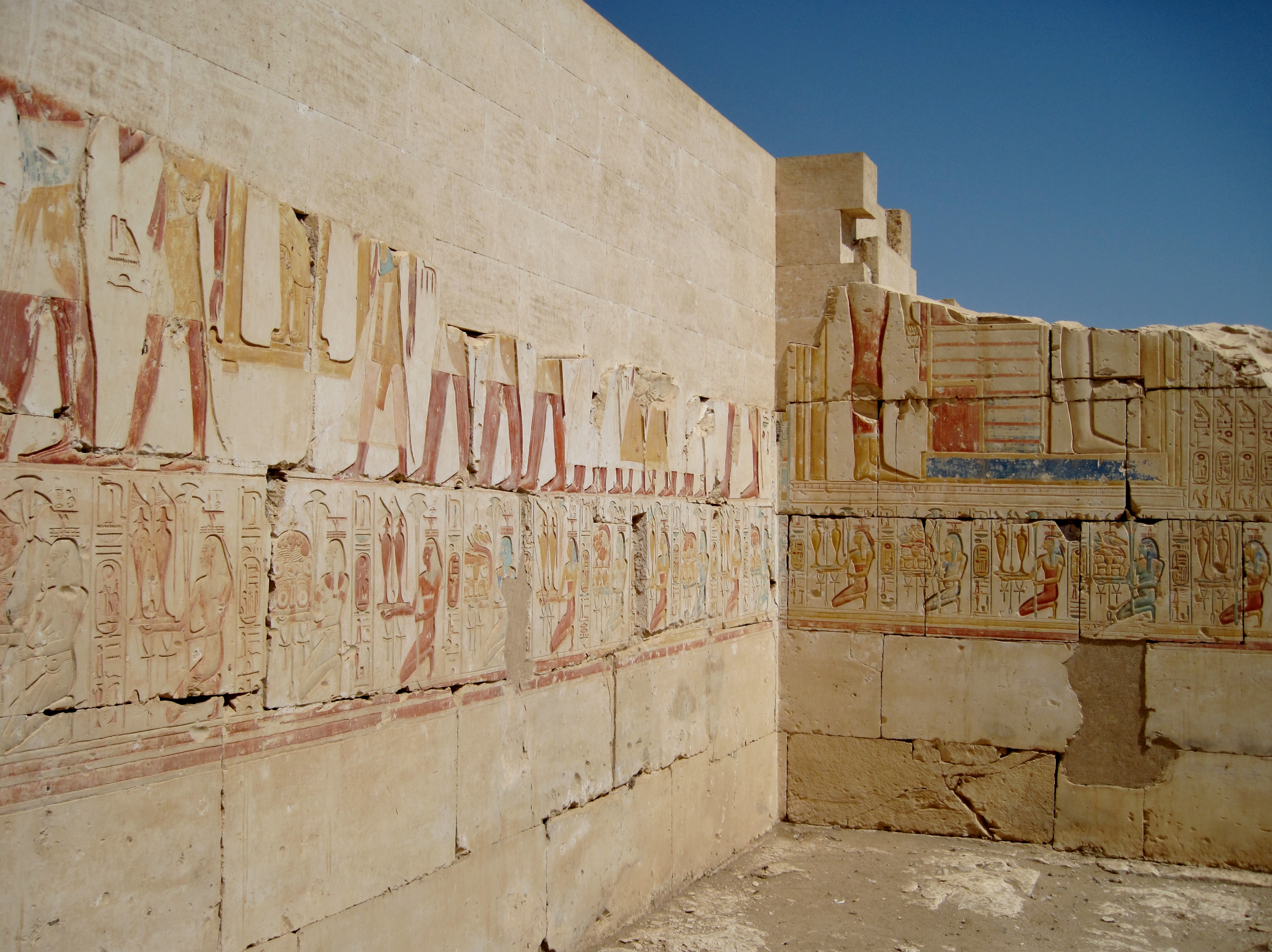
Friso circunferencial con ofrendas de sacrificio en la primera sala con pilares
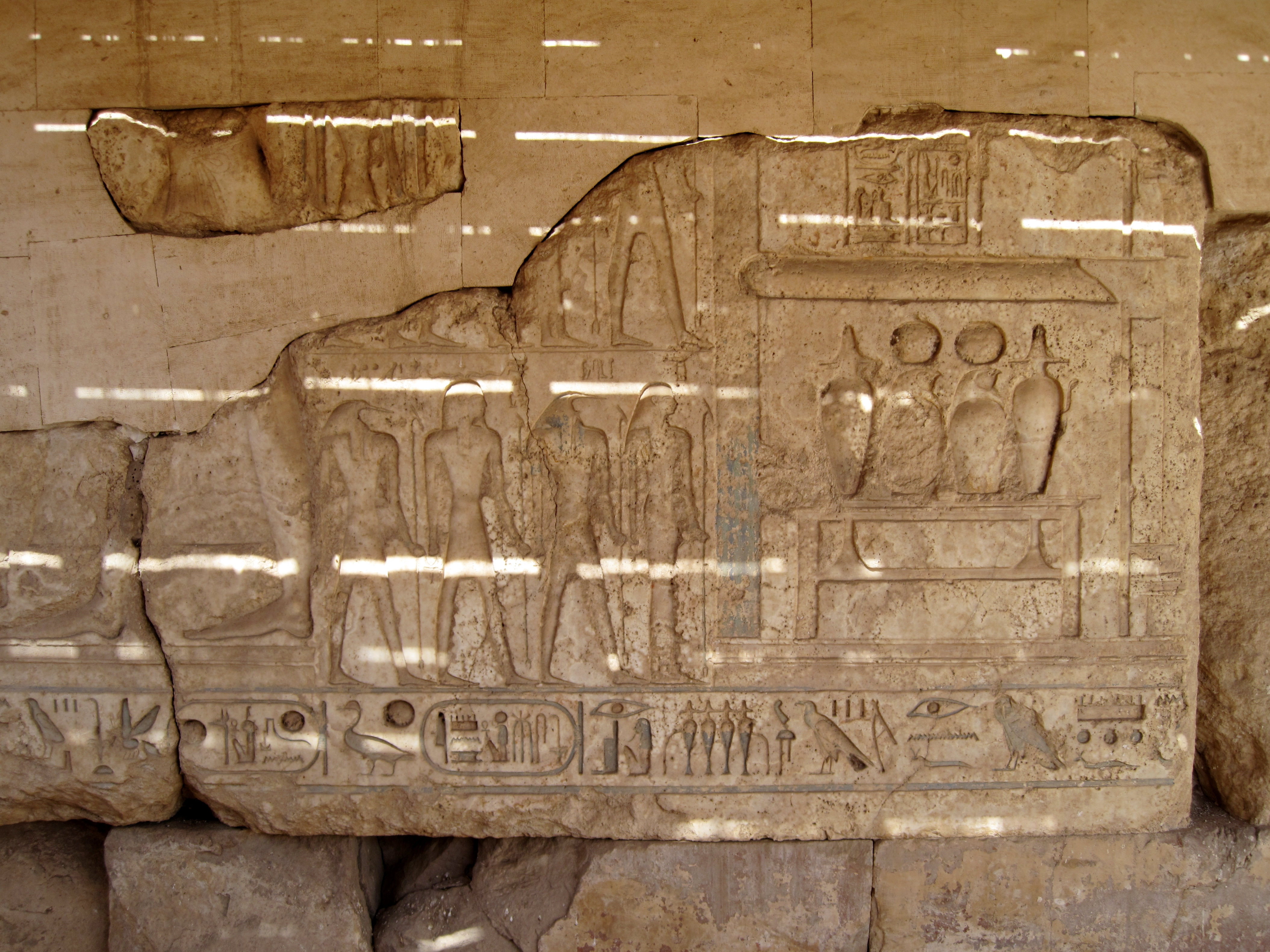
Revestimiento de alabastro del muro noroeste del Santuario de Osiris